# قشريات أصلية
القشريات الأصلية (الاسم العلمي: Eucarida) هي طبقة حيوانية تتبع صف لينات الدرقة من شعيبة قشريات.

## رتب
- الكريليات